# アナトリー・ソロフィエフ

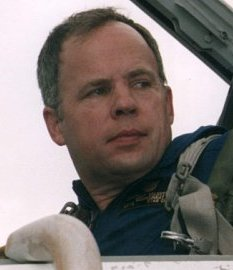
アナトリー・ソロフィエフ

アナトリー・ソロフィエフ（Anatoly Yakovlevich Solovyev、ロシア語: Анатолий Яковлевич Соловьёв、1948年1月16日-）は、ロシアの宇宙飛行士である。宇宙遊泳の回数（16回）及び合計時間（82時間以上）の世界記録を持っている。

## 家族
父のヤコブ・ミハイロヴィチ・ソロフィエフは1980年に死去した。母のアントニア・パヴロヴナ・ソロフィエファはラトビアのリガに居住している。彼はナタリア・ヴァシリエヴナ・ソロフィエファと結婚し、1975年生のゲンナジーと1980年生のイリアという2人の息子がいる。ソロフィエフはスターシティに住んでいる。

## 教育
1972年にLenin Komsomo l Chernigov Higher Military Aviation Schoolを卒業した。

## 受章など
レーニン勲章、十月革命勲章、6つの軍事メダル等を受章している。

## キャリア
ソロフィエフは、1972年から1976年まで極東部隊でパイロットとして働いていた。1976年8月から、ガガーリン宇宙飛行士訓練センターで宇宙飛行士の訓練を受け、1979年1月に基礎的な訓練を終えてテスト宇宙飛行士となった。1979年から1984年まで、彼はソユーズ-T宇宙船、サリュート7号、ミールに搭乗する訓練を受けた。1981年には長期滞在の交代要員の機長を務めた。1987年にもソビエト連邦とシリアのミールへの長期滞在のバックアップを務めた。
ソロフィエフの最初の宇宙飛行は1988年で、ビクトール・サビニャクとブルガリアのアレクサンドル・アレクサンドロフとともに9日間の飛行を行った。1990年2月11日から8月9日まで、ソロフィエフは179日間の長期滞在を行なった。1990年2月11日から8月9日まで、ソロフィエフは179日間ステーションに滞在した。